# Hardwald

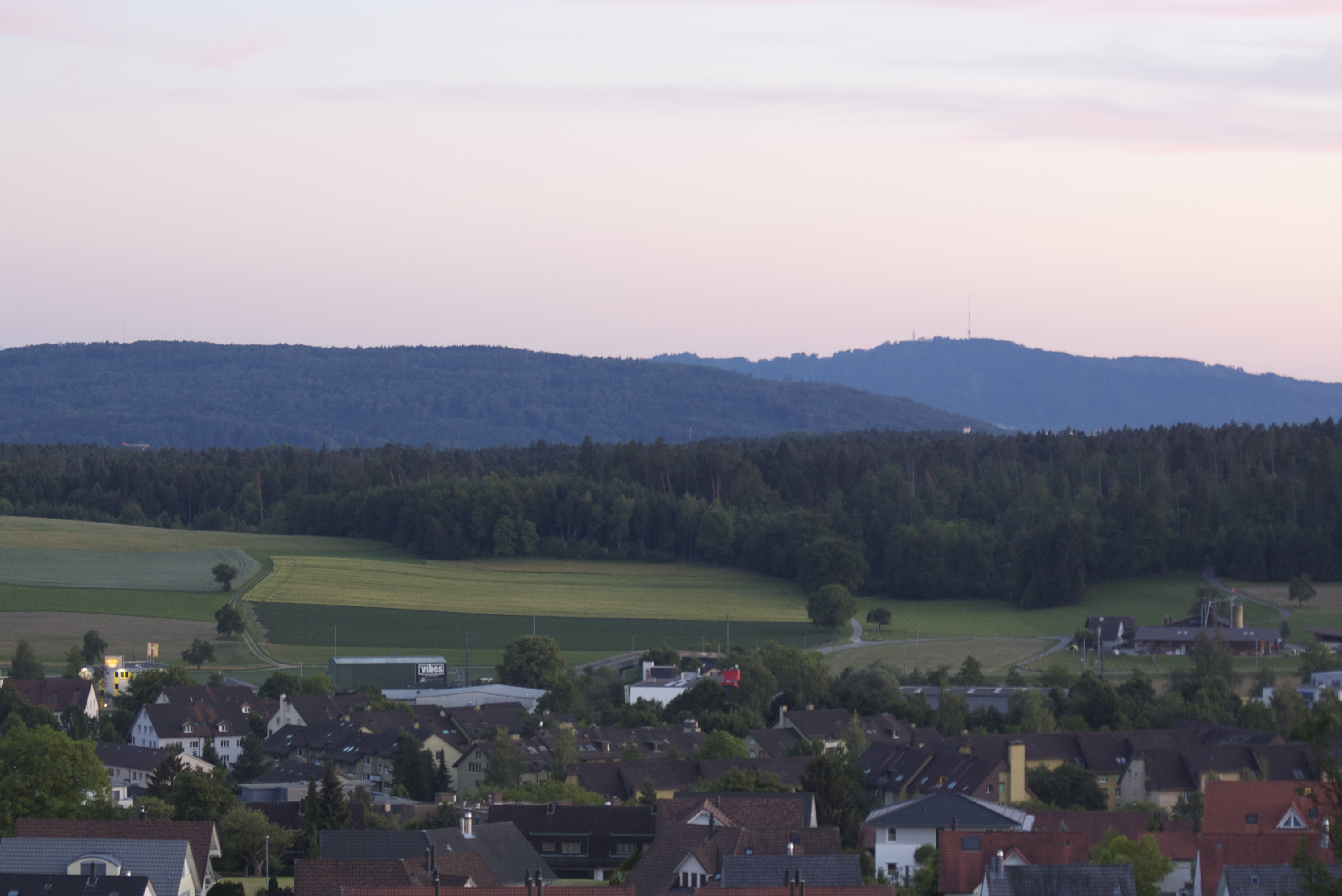
Östlicher Rand des Hardwalds bei Bassersdorf, dahinter Zürichberg und Uetliberg

Der Hardwald mit einer Fläche von ca. 920 ha ist ein Naherholungsgebiet nördlich von Zürich auf dem Gebiet der Gemeinden Bassersdorf, Dietlikon, Kloten, Opfikon und Wallisellen in der Agglomeration zwischen Zürich und Winterthur. Der höchste Punkt (498 m ü. M.) ist östlich von Kloten über dem Hagenholztunnel der Flughafenlinie.

## Vegetation
Der Wald liegt in der submontanen Stufe, die ungefähr von 400–700 m ü. M. reicht. Die mittlere Jahrestemperatur ist etwas über 8 °C, die Vegetationsdauer 220–250 Tage und der Jahresniederschlag 1000–1200 mm. Im Naturwald herrscht die Waldgesellschaft des Waldmeister-Buchenwaldes vor.
Die häufigsten Baumarten im Hardwald sind:
- 31 % Fichte
- 17 % Buche
- 16 % Esche
- 11 % Föhre
- 09 % Tanne
- 05 % Eiche
- 04 % Ahorn
- 05 % übriges Laubholz

Im Nordosten befindet sich das Naturschutzgebiet Gubel, welches auf dem Gebiet einer ehemaligen Kiesgrube entstand und viele Amphibienarten beheimatet, die sonst nur an Flusslandschaften anzutreffen sind.

## Freizeit
Der Hardwald liegt im dicht besiedelten Gebiet und dient als wichtiges Naherholungsgebiet.
Es gibt zahlreiche Freizeitaktivitäten im Hardwald: den Seilpark Zürich, einen Naturlehrpfad, einen Helsana-Trail, den Opfi-Trail, mehrere Grillstellen, acht Waldhütten sowie den Aussichtsturm Hardwald.
In Kloten liegen das Freibad und die Eishockeyhalle Schluefweg (Stimo Arena) direkt am Waldrand.

## Verkehr
Siedlungen und Verkehrswege umgeben den Hardwald auf allen Seiten, insbesondere im Norden und Nordwesten. Zwei asphaltierte Strassen queren den Wald, wobei nur die Strasse Kloten–Wallisellen werktags vom Privatverkehr befahren werden darf.
Parkplätze befinden sich rund um den Hardwald.

## Namensverwendung
Eine 2016 gegründete und auf dem Zwicky-Areal ansässige Brauerei in Wallisellen trägt den Namen und verwendet Bilder des überregional bekannten Gebietes.